# Lamprostola thermeola
Lamprostola thermeola är en fjärilsart som beskrevs av Paul Dognin 1912. Lamprostola thermeola ingår i släktet Lamprostola och familjen björnspinnare. Inga underarter finns listade i Catalogue of Life.